# Phoenicolacerta
Phoenicolacerta es un género de lagartos de la familia Lacertidae. Sus especies se distribuyen por Oriente Próximo.

## Especies

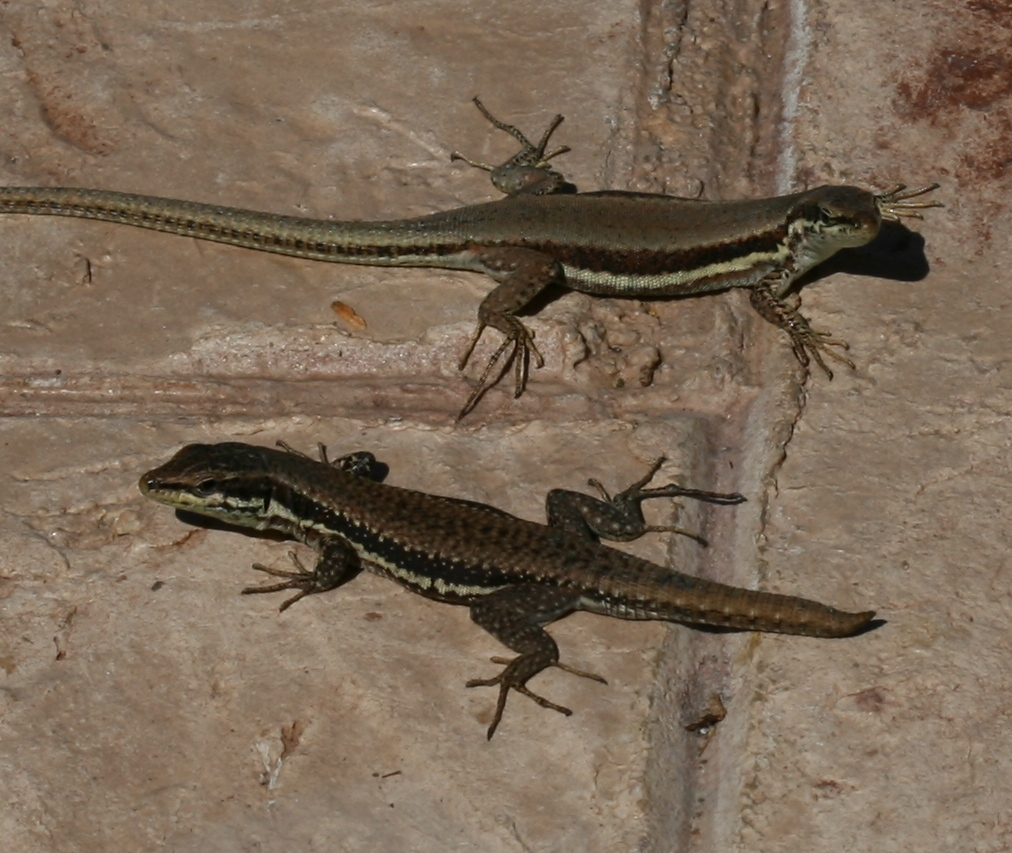
Phoenicolacerta troodica

Se reconocen las siguientes cuatro especies:
- Phoenicolacerta cyanisparsa (Schmidtler & Bischoff, 1999)
- Phoenicolacerta kulzeri (Müller & Wettstein, 1932)
- Phoenicolacerta laevis (Gray, 1838)
- Phoenicolacerta troodica (Werner, 1936)